# 자유민주당 (오스트레일리아)
자유민주당(自由民主黨, 영어: Liberal Democratic Party)은 2001년 캔버라에서 설립된 오스트레일리아의 정당이다.

## 같이 보기
- 오스트레일리아의 정당